# Schafbrücke (Saarbrücken)
Schafbrücke (früher Goffontaine oder Stahlhammer genannt) ist ein Stadtteil der saarländischen Landeshauptstadt Saarbrücken und liegt im Stadtbezirk Halberg.

## Geographische Lage
Schafbrücke liegt im Osten der Landeshauptstadt im Tal des Saar-Zuflusses Rohrbach, in den in dem Stadtteil der Grumbach mündet. Durch den Stadtteil führen die Kaiserstraße (ehemalige Bundesstraße 40) und die Bahnstrecke Mannheim–Saarbrücken mit dem Haltepunkt Schafbrücke.

## Geschichte
Der Name Schafbrücke geht auf eine über den Rohrbach führende Brücke zurück, an der Schäfer vom Eschberg im Frühjahr vor der Schur ihre Schafe wuschen. Nahe der Brücke lag die Brückenmühle, deren Besitzer vor 1580 eine Waffenschmiede und eine Harnischschleiferei betrieben hatte. 1752/1753 errichtete der Bürgermeister von Saarlouis, Pierre Gouvy, bei Schafbrücke eine Eisenhütte mit Stahlhammer. Der aus der Gegend von Lüttich stammende Gouvy benannte das Werk und die sich entwickelnde Siedlung nach seinem Heimatdorf Stahlhammer Goffontaine. Das Werk stellte nach 1870 den Betrieb ein; Goffontaine kam 1815 aufgrund des zweiten Pariser Friedens an Preußen. 
1915 erhielt die zu Scheidt gehörende Siedlung den Namen Stahlhammer. Andere Teile des heutigen Stadtteils gehörten bis 1960 zu Bischmisheim. In diesem Teil wurde zwischen 1734 und 1875 eine Ziegelei betrieben; vor 1760 entstand die Grumbacher Mühle, aus der sich im 19. Jahrhundert ein Sägewerk entwickelte. Im Zuge der Industrialisierung siedelten sich weitere Gewerbebetriebe an; in der Folge entstanden Wohnhäuser für die Arbeiter. Schwerpunkt der Siedlungstätigkeit war zunächst die Kaiserstraße, später auch die Verbindungsstraßen nach Brebach und Bischmisheim.
1951―1952 entstand die heutige katholische Pfarrkirche St. Theresia; 1957 folgte eine evangelische Kirche. Die Bildung eigenständiger Kirchengemeinden trug ebenso wie die Entstehung von Vereinen und Schulen zum Wunsch der Bevölkerung bei, die zusammengewachsenen Siedlungen zu einer Gemeinde zusammenzufassen. 1960 wurde die Gemeinde Schafbrücke als letzte Gemeinde im heutigen Saarbrücker Stadtgebiet gebildet; sie entstand aus Teilen der Gemeinden Bischmisheim (Schafbrücke), Scheidt (Neuscheidt, Stahlhammer) und Brebach. Schafbrücke wurde im Zuge der Gebiets- und Verwaltungsreform im Saarland am 1. Januar 1974 nach Saarbrücken eingemeindet. Seit 1979 befindet sich an der Grenze zum Eschberg das Einkaufszentrum Saarbasar.
Am 31. Januar 2022 hatte Schafbrücke 2958 Einwohner; der Stadtteil hatte 2014 eine Fläche von 200 Hektar, wovon 51,3 Prozent Wald waren.

## Infrastruktur
- Ausbildungszentrum AGV Bau Saar[5]
- Mehrzweckhalle[6]

## Kirchen
- Katholische Kirche St. Theresia, erbaut 1951―1952
- Evangelische Kirche am Lorenzberg, erbaut 1953, 1985 um ein Gemeindezentrum erweitert[7]

## Persönlichkeiten
- Pierre Joseph Gouvy (1715―1768), Unternehmer, Begründer der Familiendynastie Gouvy
- François Louis Pierre Gouvy (1748―1782), Unternehmer, Mitglied der Familiendynastie Gouvy
- Henry Gouvy (1752―1795), Unternehmer aus der Familiendynastie Gouvy
- Pierre François Gouvy (1758―1816), Unternehmer aus der Familiendynastie Gouvy
- Henry Gouvy (1780―1829), Unternehmer aus der Familiendynastie Gouvy
- Georges Gouvy (1785―1840), Unternehmer aus der Familiendynastie Gouvy
- Théodore Gouvy (1819―1898), Komponist. Nach ihm wurde der Schafbrücker Gouvy-Platz benannt.